# Saint-Jean-de-Moirans
Pour les articles homonymes, voir Saint-Jean.
Saint-Jean-de-Moirans est une commune française située dans le département de l'Isère en région Auvergne-Rhône-Alpes.
Autrefois rattachée à l'ancienne province du Dauphiné, la commune de Saint-Jean-de-Moirans appartient également à la communauté d'agglomération du Pays voironnais et au canton de Tullins, au débouché septentrional de la basse vallée de l'Isère, connue également sous la dénomination de Sud Grésivaudan.

## Géographie

### Situation et description

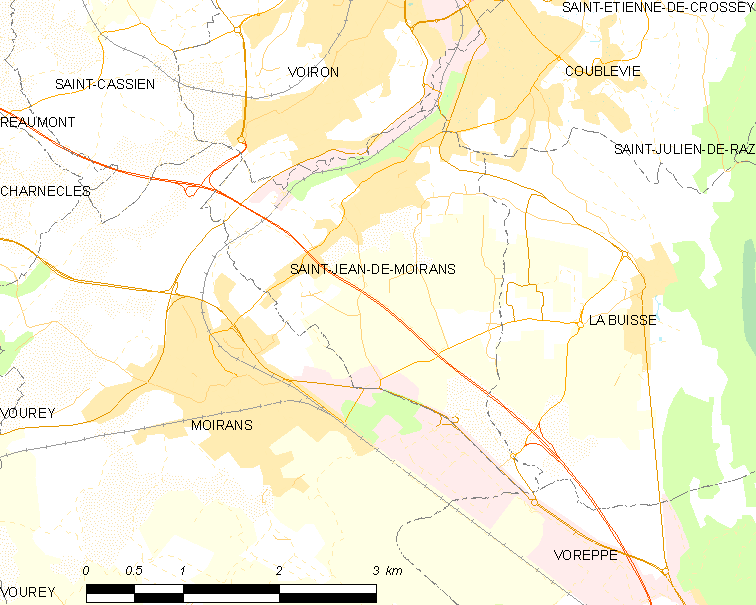
Carte de la commune de Saint-Jean-de-Moirans et des communes limitrophes.

Le territoire communal de Saint-Jean-de-Moirans est situé dans le centre-est de la France, à proximité du centre géographique du département de l'Isère, au nord-ouest de Grenoble. La commune se positionne dans un secteur de plaines et de collines, située en moyenne à 200 m d'altitude.
La commune est positionnée entre les territoires de Voiron, Moirans et de Coublevie, toutes situées, comme elle, dans la communauté d'agglomération du Pays voironnais, à 25 km de Grenoble, chef-lieu du département de l'Isère, 87 km de Lyon, chef-lieu de la région Auvergne-Rhône-Alpes ainsi qu'à 557 km de Paris et 299 km de Marseille.

### Géologie
Le territoire de Saint-Jean-de-Moirans est implanté en grande partie dans la bordure septentrionale de la plaine de la Basse Isère en aval de la cluse de Voreppe, marquée par la courbe inscrit par cette rivière qui en amont de la cluse s'écoule vers le nord-ouest puis après avoir contourné le bec de l'Échaillon vers le sud-ouest. La partie méridionale du territoire, limitrophe de Moirans, se situe en marge d'une vaste surface autrefois marécageuse formée par le comblement d'un lac créé à la suite la fonte du glacier de l'Isère qui occupait la vallée durant la dernière glaciation de Würm, enregistré en tant que dernier maximum glaciaire achevé, il y a environ 10 000 ans. La partie la plus large de ce lac (dénommé « ombilic de Moirans » par les géologues) s'inscrit à l'extérieur de la courbe de l'Isère que celle forme après avoir franchi la pointe nord du Vercors.
Le territoire communal est en outre situé, dans sa partie septentrionale, sur le cône de déjection de la Morge, tout en étant dominé par un système de moraines et de terrasses fluviatiles holocènes, face à la plaine alluviale de l'Isère, datant de la même période.

### Communes limitrophes
|         | Voiron                | Coublevie |
| Moirans | Saint-Jean-de-Moirans | La Buisse |
|         |                       | Voreppe   |

### Climat
Pour des articles plus généraux, voir Climat d'Auvergne-Rhône-Alpes et Climat de l'Isère.
En 2010, le climat de la commune est de type climat océanique altéré, selon une étude du Centre national de la recherche scientifique s'appuyant sur une série de données couvrant la période 1971-2000. En 2020, Météo-France publie une typologie des climats de la France métropolitaine dans laquelle la commune est exposée à un climat de montagne ou de marges de montagne et est dans la région climatique Alpes du nord, caractérisée par une pluviométrie annuelle de 1 200 à 1 500 mm, irrégulièrement répartie en été.
Pour la période 1971-2000, la température annuelle moyenne est de 11,7 °C, avec une amplitude thermique annuelle de 18,7 °C. Le cumul annuel moyen de précipitations est de 1 118 mm, avec 9,7 jours de précipitations en janvier et 7,2 jours en juillet. Pour la période 1991-2020, la température moyenne annuelle observée sur la station météorologique de Météo-France la plus proche, « Coublevie », sur la commune de Coublevie à 3 km à vol d'oiseau, est de 13,0 °C et le cumul annuel moyen de précipitations est de 1 121,0 mm,. Pour l'avenir, les paramètres climatiques de la commune estimés pour 2050 selon différents scénarios d'émission de gaz à effet de serre sont consultables sur un site dédié publié par Météo-France en novembre 2022.
| Mois                                  | jan.          | fév.           | mars          | avril         | mai           | juin          | jui.          | août          | sep.          | oct.          | nov.          | déc.           | année      |
| ------------------------------------- | ------------- | -------------- | ------------- | ------------- | ------------- | ------------- | ------------- | ------------- | ------------- | ------------- | ------------- | -------------- | ---------- |
| Température minimale moyenne (°C)     | 0,8           | 1              | 3,9           | 7,4           | 10,6          | 14,4          | 16,4          | 15,6          | 12,6          | 9,2           | 4,6           | 1,2            | 8,1        |
| Température moyenne (°C)              | 3,9           | 4,9            | 8,9           | 13,3          | 16,1          | 20,4          | 22,8          | 21,7          | 18            | 13,6          | 8,1           | 4,4            | 13         |
| Température maximale moyenne (°C)     | 7             | 8,8            | 13,9          | 19,1          | 21,7          | 26,3          | 29,3          | 27,8          | 23,3          | 18            | 11,7          | 7,5            | 17,9       |
| Record de froid (°C) date du record   | −9,8 11.01.10 | −12,7 05.02.12 | −9 01.03.05   | −1,2 04.04.22 | 1,6 06.05.19  | 3,8 01.06.06  | 8,9 15.07.16  | 8,9 15.08.06  | 3,9 27.09.10  | −1 16.10.09   | −7 27.11.05   | −12,2 20.12.09 | −12,7 2012 |
| Record de chaleur (°C) date du record | 16,8 10.01.15 | 21,4 24.02.20  | 25,6 31.03.21 | 30,3 28.04.12 | 33,6 24.05.09 | 38,2 27.06.19 | 40,1 24.07.19 | 39,7 24.08.23 | 32,4 11.09.18 | 28,8 04.10.10 | 23,9 12.11.18 | 19,3 17.12.19  | 40,1 2019  |
| Précipitations (mm)                   | 85,7          | 74             | 91,8          | 85,4          | 122,4         | 99,1          | 89,1          | 86            | 89,6          | 97,9          | 103,9         | 96,1           | 1 121      |

### Hydrographie
Le territoire communal est sillonné de plusieurs cours d'eau, dont :
- La Morge

Cette rivière, d'une longueur de 27,2 km,
est un affluent de l'Isère et donc un sous-affluent du Rhône. Elle a un caractère torrentiel et reçoit l'apport de quelques ruisseaux en traversant la commune de Moirans. Celle-ci possède, en outre, un affluent principal qui la rejoint sur le territoire de Tullins, la Fure. Cette rivière traverse le territoire communal selon un axe nord sud.

### Voies routières

#### Les routes
- L'ancienne route nationale 92 (RD 1092)

L'ancienne route nationale 92 ou « RN 92 » est une route nationale française reliant autrefois Valence à Genève. La portion qui part de Romans-sur-Isère pour aller à Voiron, après avoir traversé Moirans a été déclassée en « RD 1092 » dans le département de l'Isère. Cette route traverse le territoire de Saint-Jean depuis le sud-ouest, limite de la commune de Moirans et vers le nord, commune de Voiron sous la dénomination de avenue Gaston de Bonnardel et avenue du Dr Valois.

#### L'autoroute
La bretelle de sortie no 11 permet de rejoindre la partie orientale de la commune de Saint-Jean-de-Moirans et la zone industrielle de Moirans par la route départementale 1085 (ancienne route nationale 85). La sortie no 11 nécessite l'usage d'un rond-point dit de l'Égala à la limite de la commune voisine de Voreppe.
 11 Moirans à 40 km : Moirans, Voiron-centre

## Urbanisme

### Typologie
Au 1er janvier 2024, Saint-Jean-de-Moirans est catégorisée ceinture urbaine, selon la nouvelle grille communale de densité à sept niveaux définie par l'Insee en 2022.
Elle appartient à l'unité urbaine de Voiron, une agglomération intra-départementale regroupant 15  communes, dont elle est une commune de la banlieue,,. Par ailleurs la commune fait partie de l'aire d'attraction de Grenoble, dont elle est une commune de la couronne,. Cette aire, qui regroupe 204 communes, est catégorisée dans les aires de 700 000 habitants ou plus (hors Paris),.

### Occupation des sols
L'occupation des sols de la commune, telle qu'elle ressort de la base de données européenne d’occupation biophysique des sols Corine Land Cover (CLC), est marquée par l'importance des territoires agricoles (69,3 % en 2018), en diminution par rapport à 1990 (79 %). La répartition détaillée en 2018 est la suivante : 
terres arables (38,8 %), zones agricoles hétérogènes (26,3 %), zones urbanisées (18,7 %), zones industrielles ou commerciales et réseaux de communication (8,4 %), cultures permanentes (4,2 %), forêts (3,5 %). L'évolution de l’occupation des sols de la commune et de ses infrastructures peut être observée sur les différentes représentations cartographiques du territoire : la carte de Cassini (XVIIIe siècle), la carte d'état-major (1820-1866) et les cartes ou photos aériennes de l'IGN pour la période actuelle (1950 à aujourd'hui).

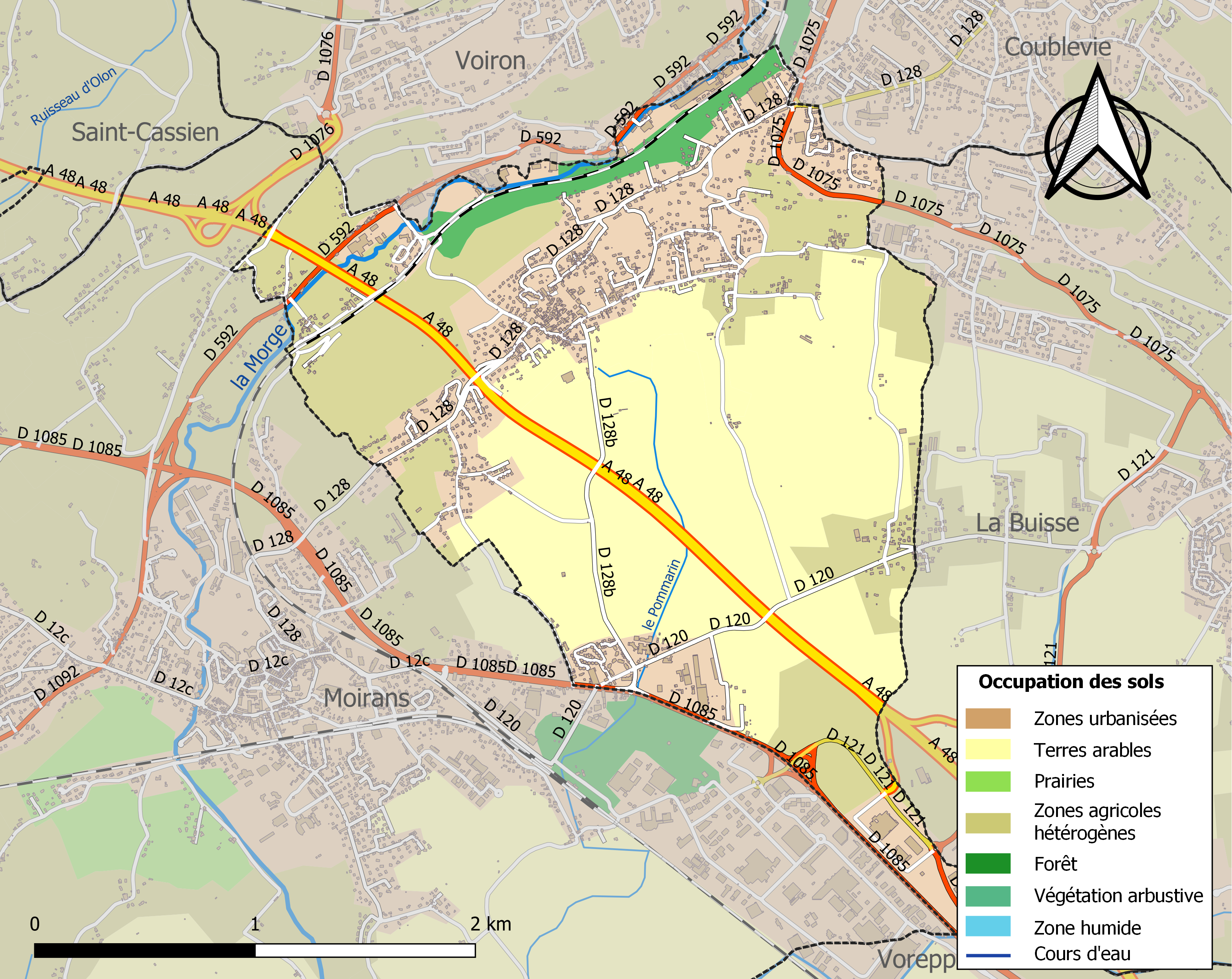
Carte des infrastructures et de l'occupation des sols de la commune en 2018 (CLC).

### Hameaux lieux-dits et écarts
Voici, ci-dessous, la liste la plus complète possible des divers hameaux, quartiers et lieux-dits résidentiels urbains comme ruraux (ainsi que les écarts) qui composent le territoire de la commune de Saint-Jean-de-Moirans, présentés selon les références toponymiques fournies par le site géoportail de l'Institut géographique national. Les principaux hameaux et lieux-dits sont indiqués en caractères gras.
| - La Manche - La Commanderie - Le Trincon - Le Roulet - Les Nugues - Le Délard - Les Marques | - Le Janin - Le Saix - Colombinière - La Mirabelle - Le Billoud - Le Vayet - Le Plantier | - Les Vouises - Les Charbonnière - Pré Novel - Les Eymins - Le Bourget - Larchat - Mauvernay |

### Risques naturels et technologiques

#### Risques sismiques
L'ensemble du territoire de la commune de Saint-Jean-de-Moirans est situé en zone de sismicité n°4, en limite de la zone n°3 (sur une échelle de 1 à 5) qui se positionne vers l'ouest et le nord-ouest du département de l'Isère.
| Type de zone | Niveau            | Définitions (bâtiment à risque normal) |
| ------------ | ----------------- | -------------------------------------- |
| Zone 4       | Sismicité moyenne | accélération = 1,6 m/s2                |

## Toponymie
Le nom de la commune se présente en deux parties aux origines distinctes :
Saint-Jean
Cette partie du nom de la ville trouve son origine dans la référence à son saint patron Jean le Baptiste
Moirans
Selon André Planck, auteur du livre L'origine du nom des communes du département de l'Isère, le nom de Moirans est attesté sous la forme latinisée Morginnum au IVe siècle (Table de Peutinger),,, Morvennum vers le VIIe siècle, Moringum en 928, locus Moirencus et Moiricensis au XIe siècle, castrum Moirenc, villa Moirencii et prior Moiracensis au XIIe siècle, Moiranc et Moirent au XIVe siècle.
Le toponyme Morginnum est dérivé de l'hydronyme la Morge, avec le suffixe -inum, selon un processus de dérivation archaïque bien avéré dans la toponymie française. Dans ce cas, cependant le redoublement de n pose problème à moins qu'il ne s'agisse d'une cacographie.

## Histoire

### Antiquité
Durant l'Antiquité, le pays voironnais est peuplé par les Allobroges, un peuple gaulois dont le territoire était situé entre l'Isère, le Rhône et les Alpes du Nord. À partir de 121 av. J.-C., ce territoire, nommé Allobrogie, est intégré dans la province romaine du Viennois avec pour capitale la cité de Vienne qui était aussi le siège de l’ancien diocèse romain de Vienne.

### Moyen Âge
C'est le 5 janvier 1355, par le traité de Paris et par mandement de l'évêque à ses diocésains, que Voiron et Saint-Jean-de-Voyron furent rattachées au Dauphiné et donc à la France, à qui Humbert II avait cédé son domaine en 1349.

### Les Hospitaliers
Le pouillé du diocèse de Grenoble dressé en 1110, ne mentionne pas Saint-Jean-de-Moirans. La paroisse était le siège d'un établissement de l'ordre de Saint-Jean de Jérusalem qui avait probablement remplacé un établissement des Templiers détruit.
La chapelle Saint-Jean de la Buisse est un édifice du XIIe siècle. La plus ancienne mention de la chapelle de la commanderie des Hospitaliers, jadis sur le territoire de la paroisse de la Buisse, se trouve en 1260 dans l'acte de fondation par Béatrix de Savoie de la commanderie des Échelles. De l'ensemble des bâtiments qui composaient à l'origine le monastère ne subsiste que la chapelle amputée de son abside.
Le 14 juillet 1313, « dans les champs au-dessus de la Maison de l'hôpital de Saint-Jean, supra Moyrencum », des conventions furent passées entre Édouard de Savoie et le dauphin Jean, afin d'observer une trêve d'un an et trois mois, et d'obtenir une libération réciproque des prisonniers faits durant les guerres entre les Dauphinois et les Savoyards.

### Temps modernes
Avant 1789, Saint-Jean-de-Moirans n'existait que comme paroisse dépendant des châtelleries de Moirans, Voiron et la Buisse.

### Époque contemporaine

#### Révolution française
Durant la Révolution, Saint-Jean-de-Moirans a eu Moiranxis comme nom révolutionnaire.

## Politique et administration

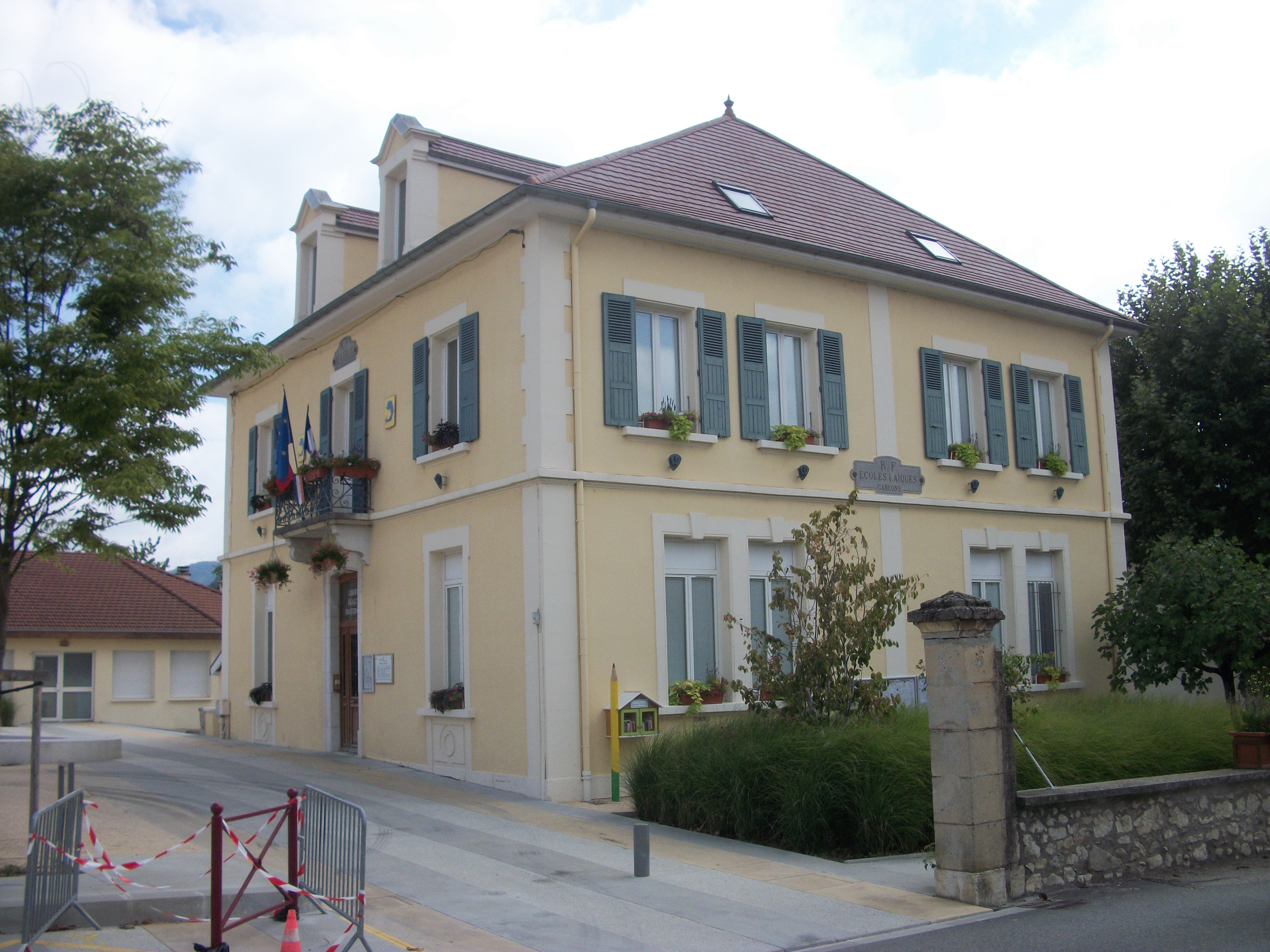
Hôtel de ville de Saint-Jean-de-Moirans

### Liste des maires
| Période                                  | Période   | Identité                   | Étiquette | Qualité                                           |
| ---------------------------------------- | --------- | -------------------------- | --------- | ------------------------------------------------- |
| mars 1959                                | mars 1977 | Antoine Veyron             | SE        | Agriculteur                                       |
| mars 1977                                | mars 2001 | Robert Veyret              | PCF       | Conseiller général du canton de Rives (1976-2015) |
| mars 2001                                | mars 2014 | Bernard Gassaud            | DVD       | Pharmacien                                        |
| mars 2014                                | En cours  | Laurence Boutantin-Béthune | DVG       | Institutrice                                      |
| Les données manquantes sont à compléter. |           |                            |           |                                                   |

### Jumelages
La ville est jumelée avec :
- Frossasco (Italie) depuis 1998[26], dans le Piémont.

## Population et société

### Démographie
L'évolution du nombre d'habitants est connue à travers les recensements de la population effectués dans la commune depuis 1793. Pour les communes de moins de 10 000 habitants, une enquête de recensement portant sur toute la population est réalisée tous les cinq ans, les populations de référence des années intermédiaires étant quant à elles estimées par interpolation ou extrapolation. Pour la commune, le premier recensement exhaustif entrant dans le cadre du nouveau dispositif a été réalisé en 2007.

En 2022, la commune comptait 3 601 habitants, en évolution de +3,42 % par rapport à 2016 (Isère : +3,07 %, France hors Mayotte : +2,11 %).
| 1793 | 1800 | 1806  | 1821  | 1831  | 1836  | 1841  | 1846  | 1851  |
| ---- | ---- | ----- | ----- | ----- | ----- | ----- | ----- | ----- |
| 953  | 979  | 1 157 | 1 171 | 1 107 | 1 102 | 1 186 | 1 218 | 1 217 |

| 1856  | 1861  | 1866  | 1872  | 1876  | 1881  | 1886  | 1891  | 1896  |
| ----- | ----- | ----- | ----- | ----- | ----- | ----- | ----- | ----- |
| 1 180 | 1 226 | 1 224 | 1 102 | 1 283 | 1 295 | 1 202 | 1 188 | 1 266 |

| 1901  | 1906  | 1911  | 1921  | 1926  | 1931  | 1936  | 1946  | 1954  |
| ----- | ----- | ----- | ----- | ----- | ----- | ----- | ----- | ----- |
| 1 477 | 1 283 | 1 324 | 1 281 | 1 448 | 1 461 | 1 399 | 1 195 | 1 550 |

| 1962  | 1968  | 1975  | 1982  | 1990  | 1999  | 2006  | 2007  | 2012  |
| ----- | ----- | ----- | ----- | ----- | ----- | ----- | ----- | ----- |
| 1 462 | 1 579 | 1 409 | 1 896 | 2 399 | 2 680 | 2 918 | 2 954 | 3 215 |

| 2017  | 2022  | - | - | - | - | - | - | - |
| ----- | ----- | - | - | - | - | - | - | - |
| 3 536 | 3 601 | - | - | - | - | - | - | - |

### Enseignement

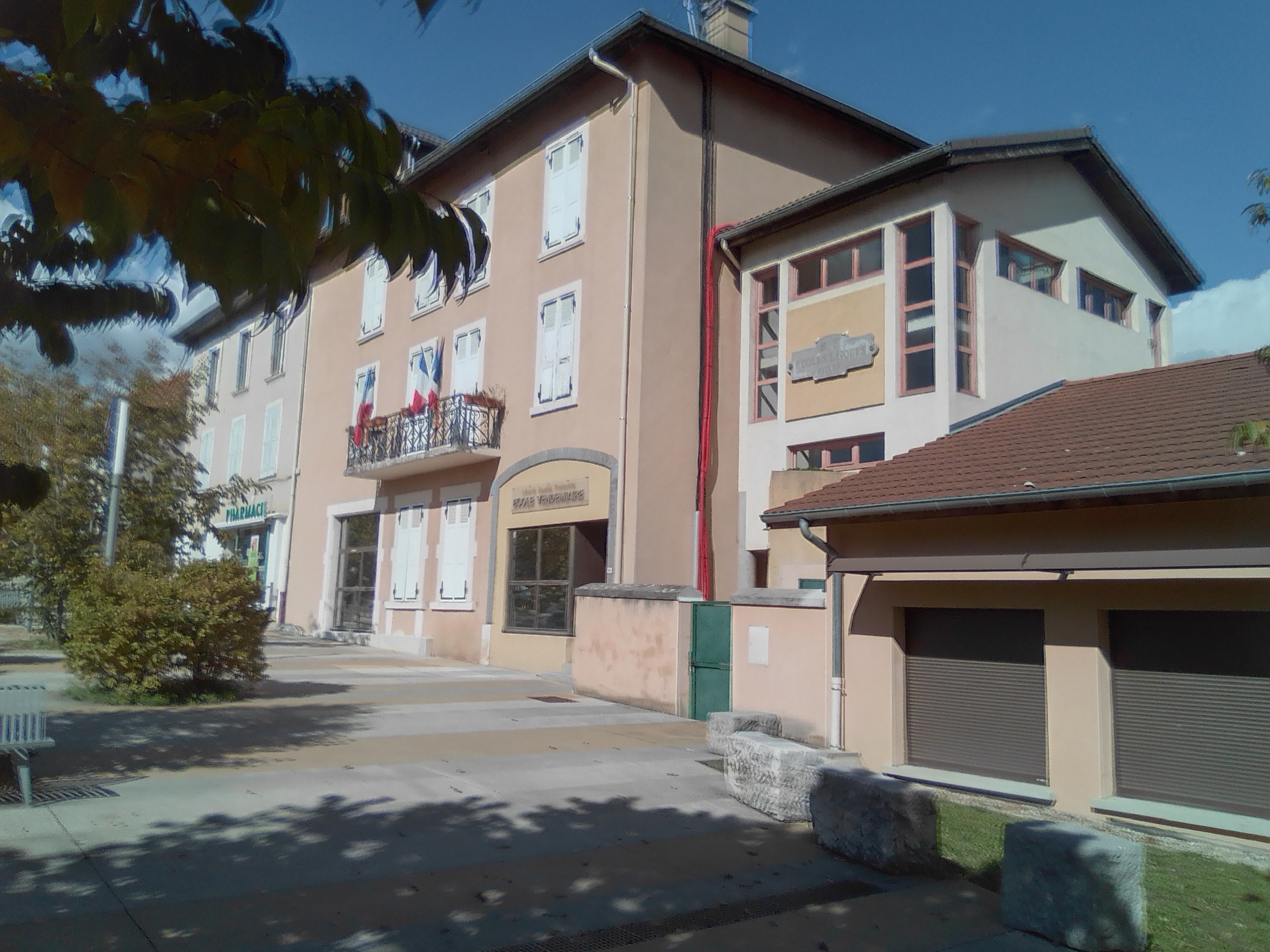
École primaire de Saint-Jean-de-Moirans.

La commune est rattachée à l'académie de Grenoble (Zone A).

### Manifestations culturelles et festivités
- février / mars : tour pédestre de la commune.
- week-end du 21 juin : fête de la Saint-Jean, avec artisanat et gastronomie tournant autour de la cerise (clafoutis), dont Saint-Jean-de-Moirans est la capitale, et utilisation des fours à pain traditionnels, ainsi qu'un grand feu et une retraite au flambeau le soir. Rencontres photographiques[réf. nécessaire].
- août / septembre : heures d'orgue.

### Médias

#### Presse écrite
Historiquement, le quotidien à grand tirage Le Dauphiné libéré consacre, chaque jour, y compris le dimanche, dans son édition de Chartreuse et Sud Grésivaudan, un ou plusieurs articles à l'actualité de la ville, ainsi que des informations sur les éventuelles manifestations locales, les travaux routiers, et autres événements divers à caractère local.

#### Presse audiovisuelle
La commune est située sur l'aire de diffusion de radio Ici Isère, une radio publique qui émet sur tout le territoire du département de l'Isère.

### Lieux de culte
La communauté catholique et l'église de Saint-Jean-de-Moirans (propriété de la commune) dépendent de la paroisse Saint Thomas de Rochebrune qui comprend les églises de cinq autres communes et un monastère. Celle-ci est rattachée au diocèse de Grenoble-Vienne.

## Économie

### Le secteur agricole
Le commune fait partie de l'aire géographique de production et transformation du « Bois de Chartreuse », la première AOC de la filière Bois en France,.
Saint-Jean-de-Moirans est une des communes d'un secteur de vignobles pouvant revendiquer le label IGP « Coteaux-du-grésivaudan », comme la plupart des communes de la moyenne vallée de l'Isère (Grésivaudan et cluse de Voreppe).

### Le secteur industriel et commercial

#### Entreprises locales
Les sociétés suivantes ont leur siège social à Saint-Jean-de-Moirans :
- Skis Rossignol, célèbre fabricant et concepteur de skis et de matériel liés au sport de neige, fondée en 1907 par Abel Rossignol[34]
- Paraboot, fabricant de chaussures[35].

## Culture locale et patrimoine

### Lieux et monuments

#### Patrimoine civil
- Le manoir de la Colombinière

Cet édifice datant du XVIe siècle fut un pavillon de chasse du duc François de Bonne de Lesdiguières. C'est dans cette demeure qu'il installa Marie Vignon dite la « Dame de Moirans ». Les façades et les toitures à l'extérieur, les cheminées en pierre de la grande salle au rez-de-chaussée et des deux salles du Nord-Est au premier étage à l'intérieur font l'objet d'une inscription partielle au titre des monuments historiques par arrêté du 27 décembre 1974.
- La roue à aubes :

Cette roue est présente sur une maison du côté de la Buisse (chemin des Nugues), elle attire beaucoup de regards. Aujourd'hui, elle tourne toujours mais seulement pour "décorer", son rôle étant autre fois d'alimenter des machines pour fabriquer des outils.
- Les fours communaux

Environ treize fours ornent les rues du village. Certains sont allumés à l'occasion de la fête du village. Beaucoup d'autres existent chez des particuliers et constituent un patrimoine caractéristique de Saint-Jean.
- Le manoir de la Tour, du XVIIe siècle[24].
- De nombreuses fontaines coulent dans les rues et chemins, témoins d'un passé rural.
- La commune est traversée par le sentier muletier qui reliait Saint-Quentin dans l'Aisne à Rome, dont en reste la partie appelée le « chemin des contrebandiers ».
- Au hameau des Vouises, des vieilles demeures des XVIIe et XVIIIe siècles[24].

Quelques vues de monuments de Saint-Jean-Baptiste
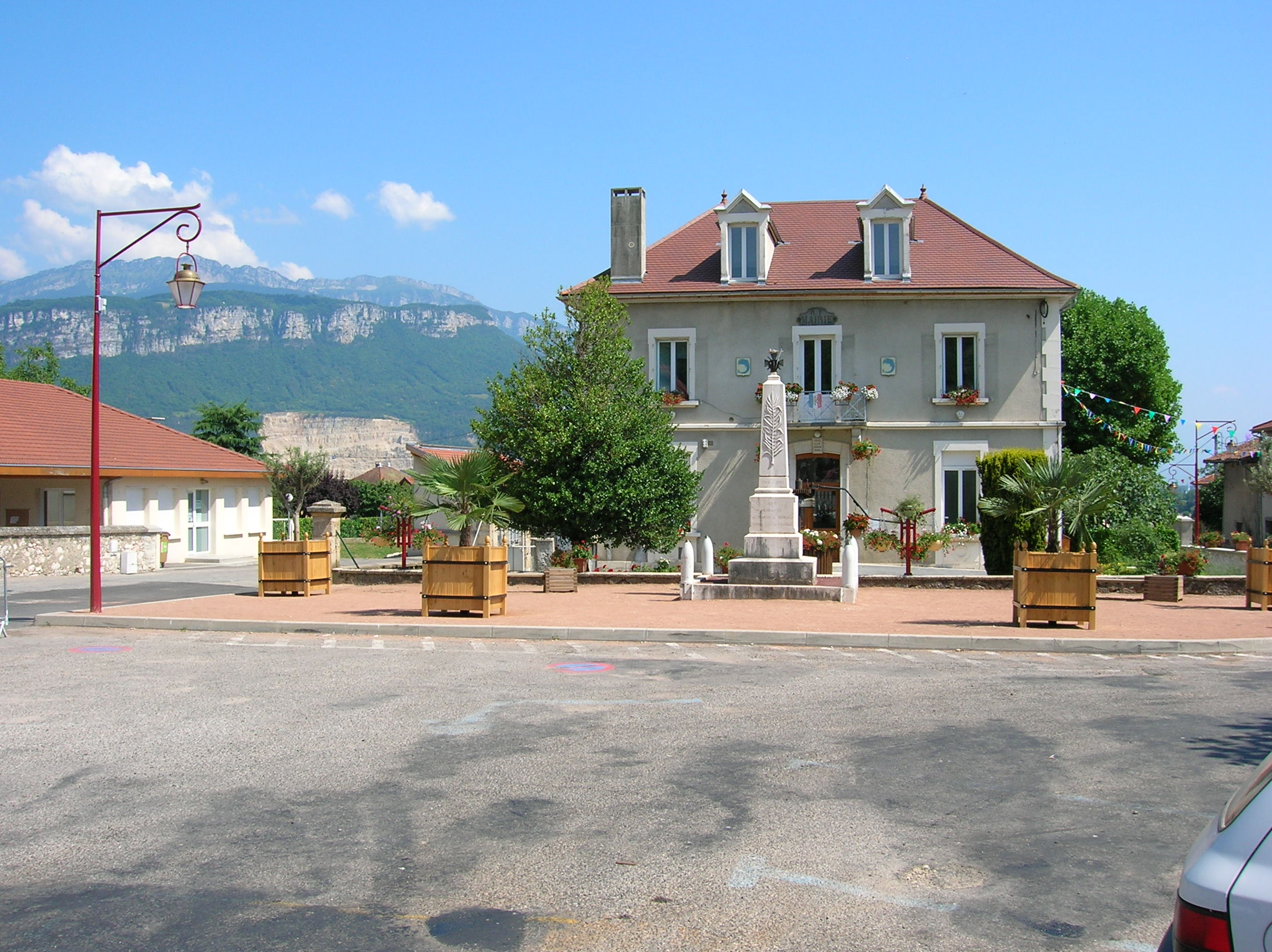
Place et mairie du village avant les travaux de 2013
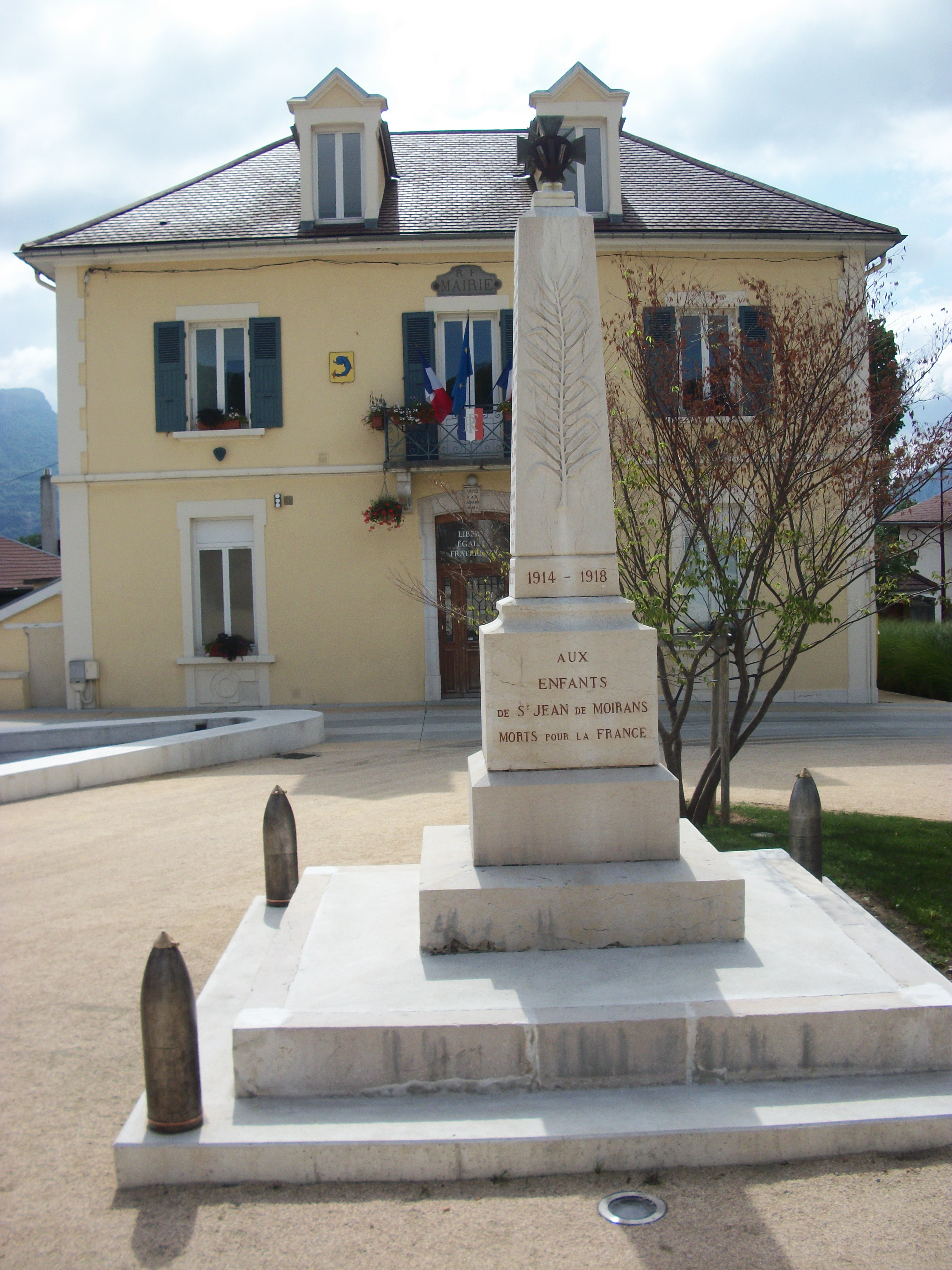
Monument aux morts en 2015
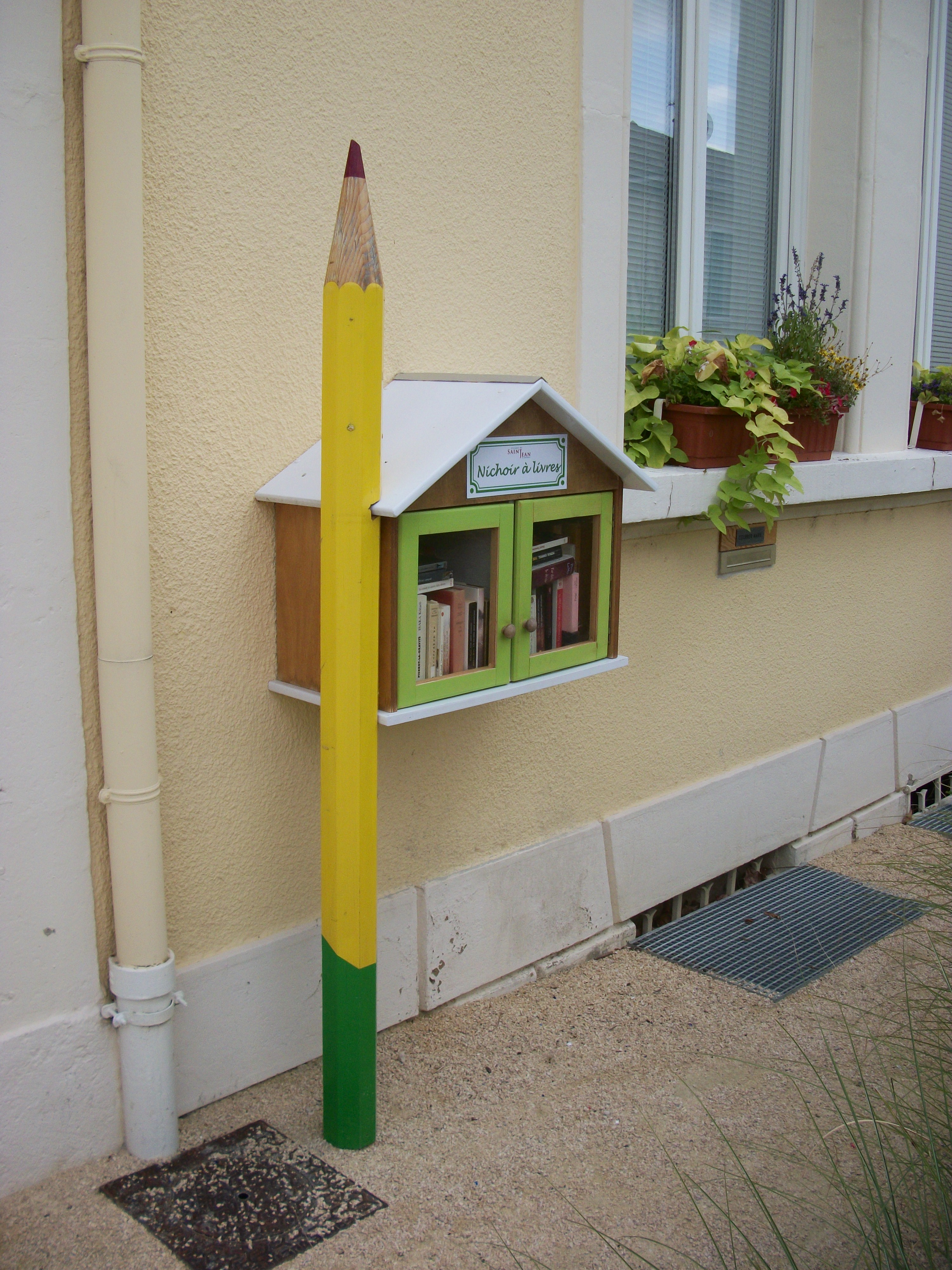
Nichoir à livres, mairie
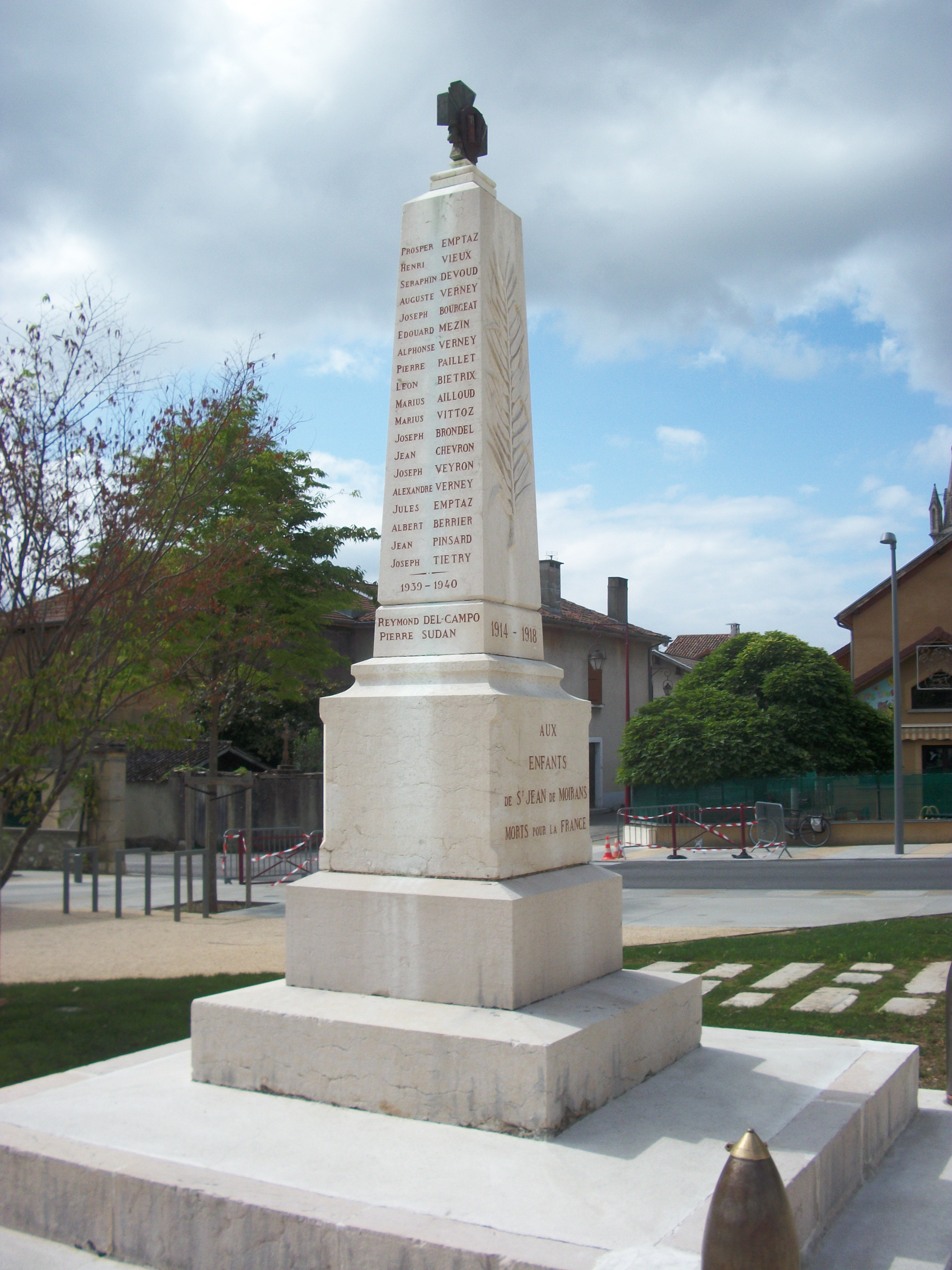
Autre vue du monument aux morts

#### Patrimoine religieux
- L'église Saint-Jean-Baptiste

Cette église héberge l'orgue mécanique Silbermann inauguré en 1978, rehaussé de sculptures. Les fonts baptismaux récupérés de l'ancienne église de Saint-Cassien, sont antérieurs à 1523
- La chapelle Saint-Jean de la Buisse

Il s'agit d'un édifice du XIIe siècle ; c'est la chapelle de la Commanderie des Hospitaliers de Saint-Jean.

Quelques vues de l'église Saint-Jean-Baptiste
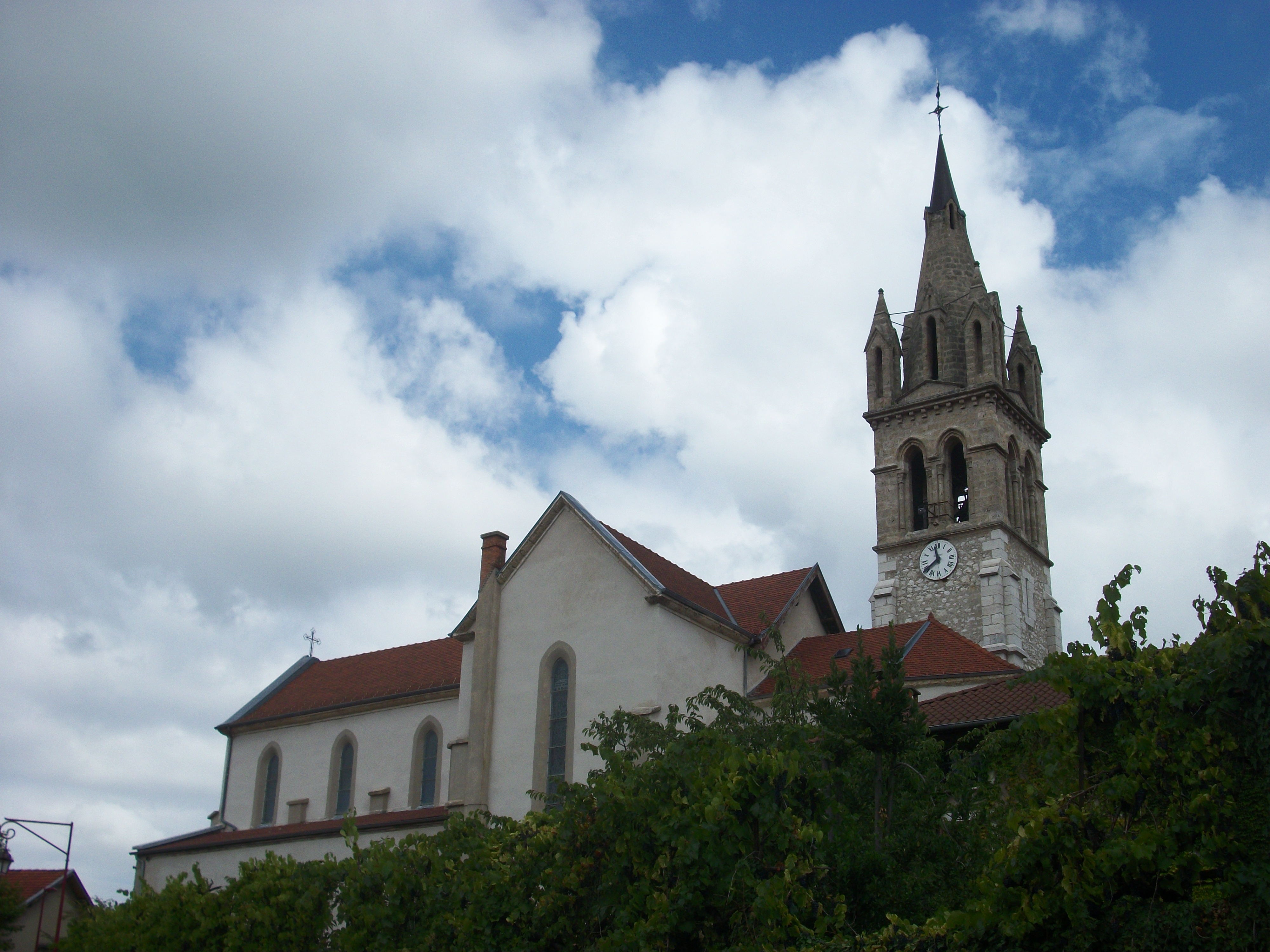
Église Saint-Jean-Baptiste
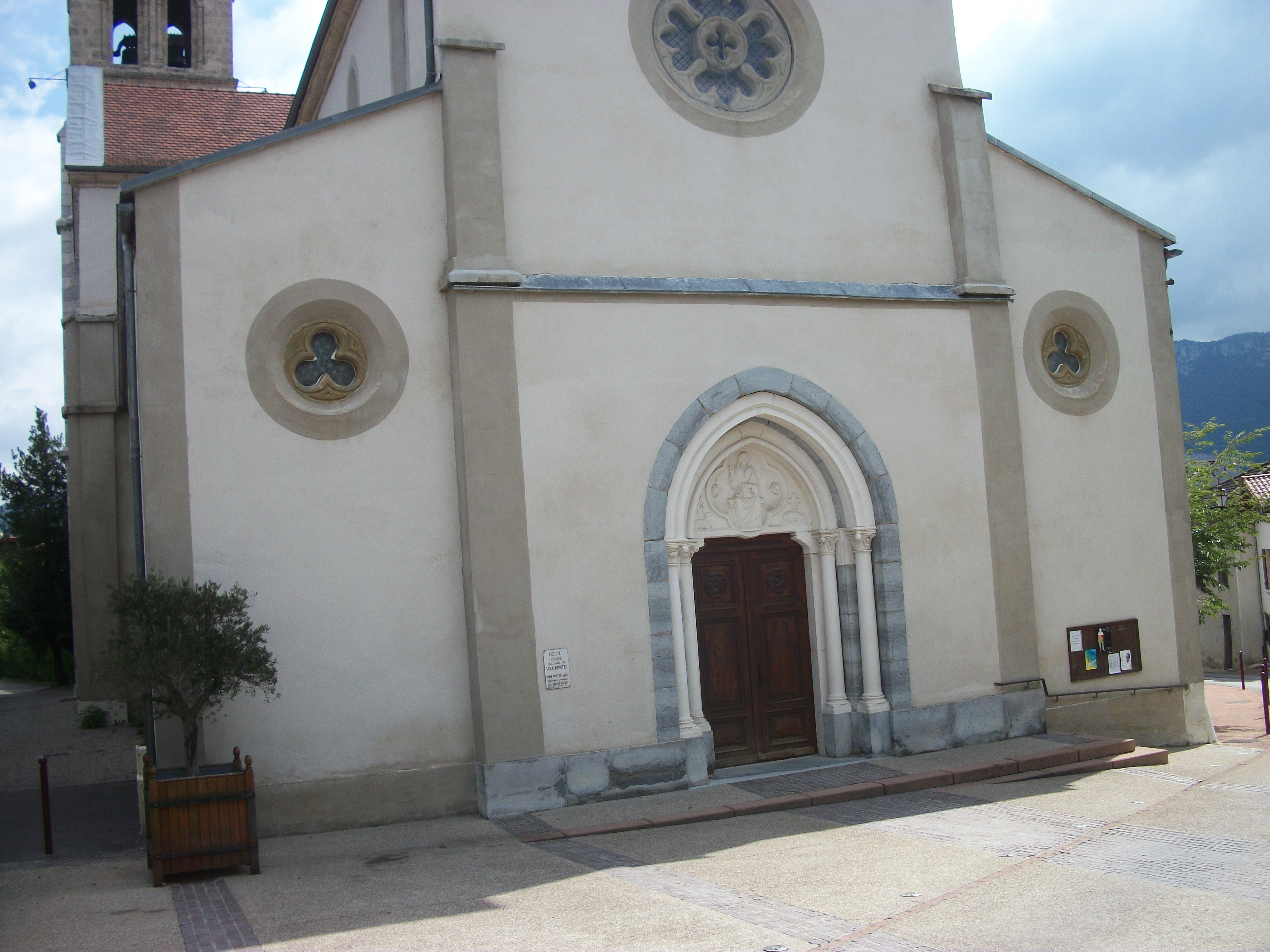
Parvis
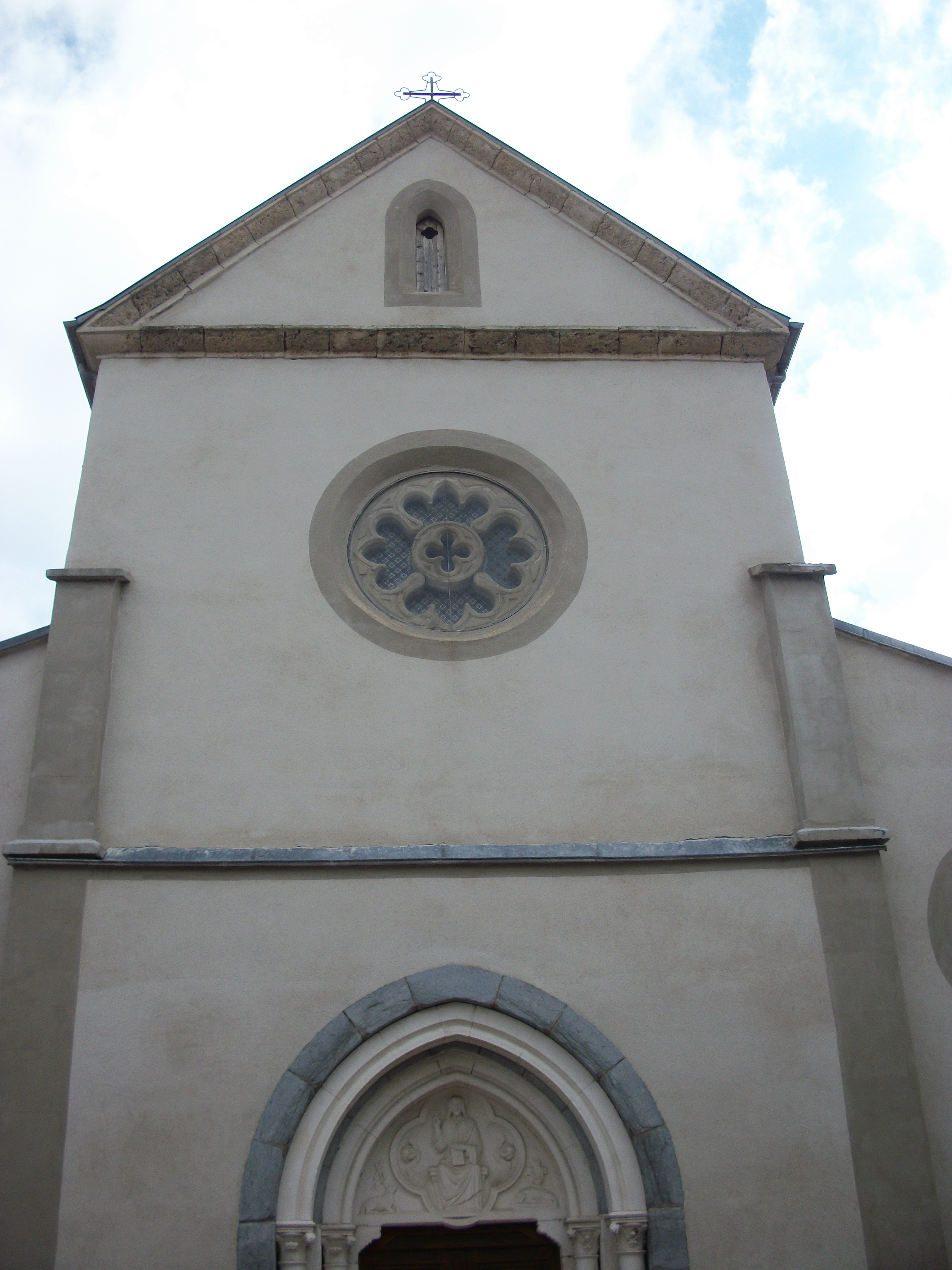
Façade
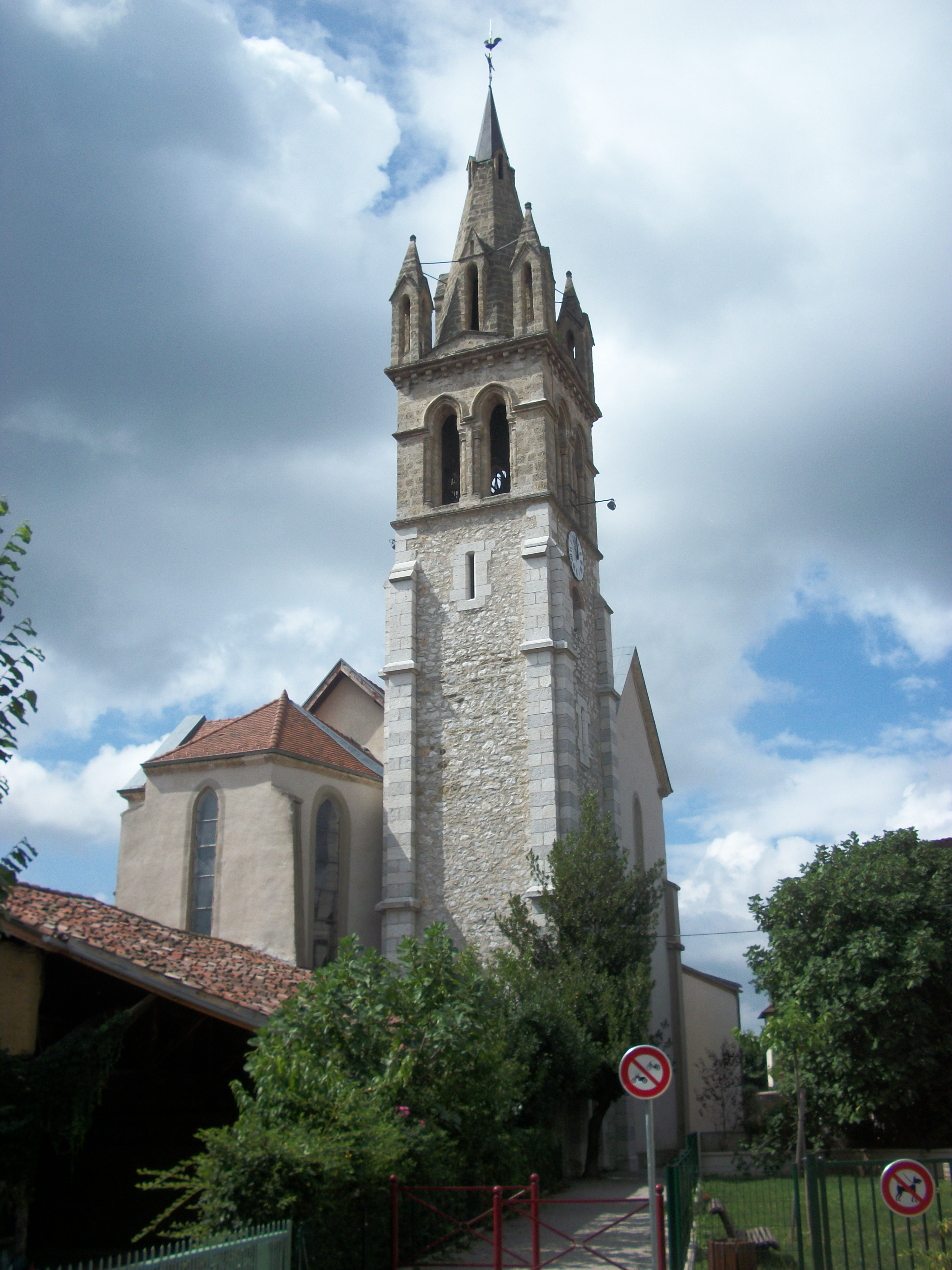
Clocher et abside
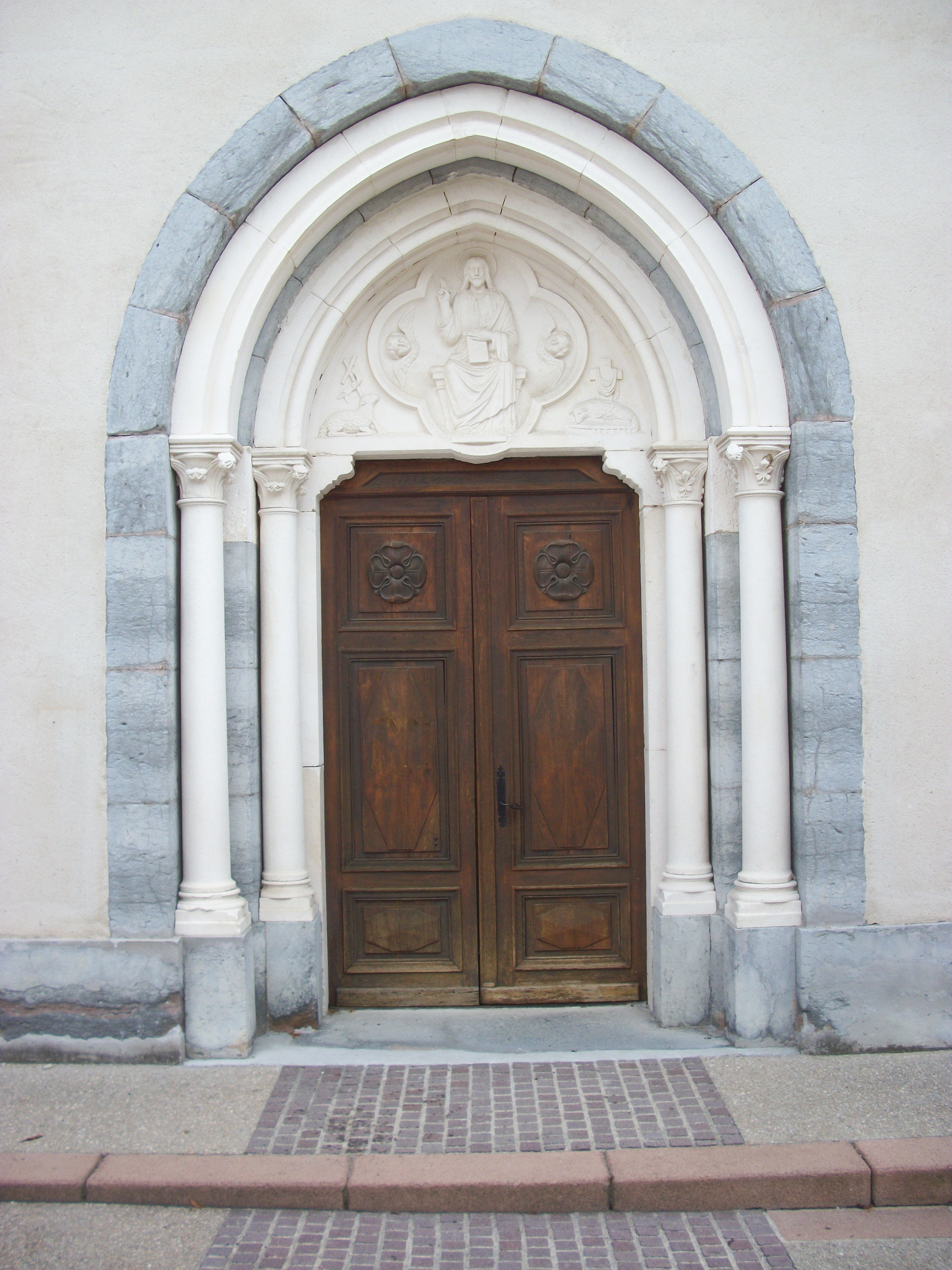
Portail de l’église

### Langues et traditions locales

#### Historique de la langue locale

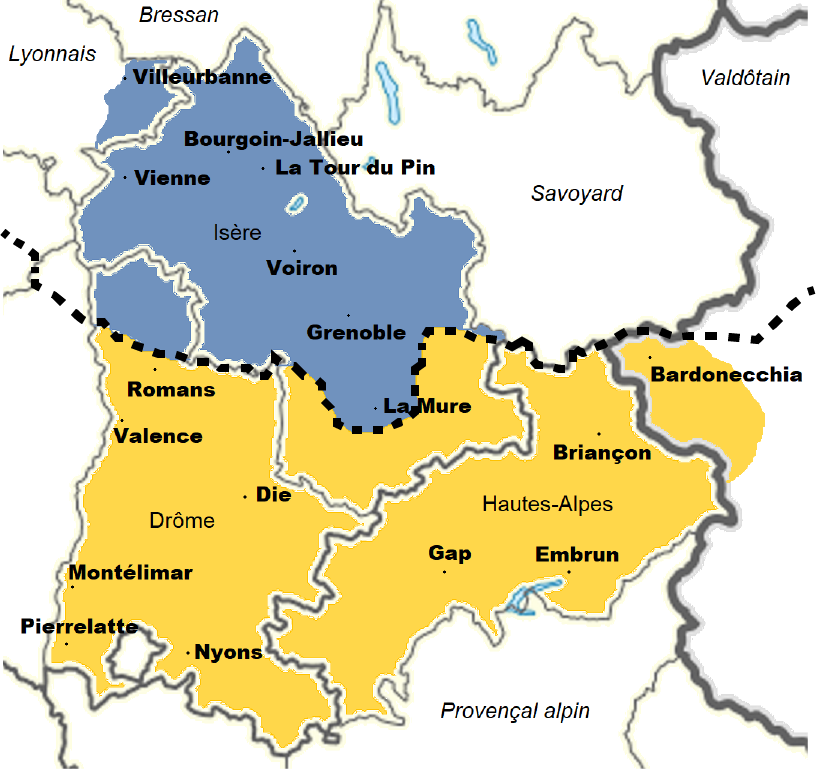
Carte linguistique du Dauphiné : Le dauphinois est un dialecte arpitan parlé dans le nord du Dauphiné. La moitié sud du Dauphiné est quant à elle du domaine linguistique de l'occitan et de son dialecte local, le vivaro-alpin.

Le territoire de Saint-Jean-de-Moirans et du pays voironnais se situent dans la partie centrale du Haut Dauphiné, et donc au sud de la zone des patois dauphinois, lesquels appartiennent au domaine des langues dites francoprovençales ou arpitanes, au même titre que les patois  savoyards, vaudois, Valdôtains, bressans et foréziens.
Historiquement, l'idée du terme francoprovençal, attribué à cette langue régionale parlée dans le quart centre-est de la France, différent du français, dit langue d'oïl et de l'occitan, dit langue d'oc, est l'œuvre du linguiste et patriote italien Graziadio Isaia Ascoli en 1873 qui en a identifié les caractéristiques. 

#### Contes locaux et légendes régionales
Il existe encore quelques ouvrages qui relatent les contes et les légendes du Dauphiné et du Grésivaudan, y compris pour les montagnes et les vallées environnantes. Le plus connu de ceux-ci est un ouvrage notable, fruit d'une recherche importante, a été écrit par Charles Joisten (1936-1981), ancien  conservateur du Musée dauphinois du conseil départemental de l'Isère situé à Grenoble, et qui relate, parmi les autres légendes, le bestiaire fantastique et les légendes de l'ensemble des pays dauphinois.

### Héraldique
| Blason de Saint-Jean-de-Moirans | Blason  | De gueules au lion d'argent, au chef cousu d'azur chargé de deux fleurs de lys d'or. |
| Blason de Saint-Jean-de-Moirans | Détails | Le statut officiel du blason reste à déterminer.                                     |